# Jatropha tropaeolifolia
Jatropha tropaeolifolia är en törelväxtart som beskrevs av Ferdinand Albin Pax. Jatropha tropaeolifolia ingår i släktet Jatropha och familjen törelväxter.
Artens utbredningsområde är Somalia. Inga underarter finns listade i Catalogue of Life.